# Arsuk
Arsuk é uma vila no município Sermersooq no sudoeste da Groenlândia. Ela  tinha 156 habitantes em 2010. O nome da localidade significa  o "local amado" em Gronelandês.  A aldeia é servida pela loja Pilersuisoq comunais para todos os fins.

## População
A população de Arsuk tem vindo a baixar desde 1991, isso deve-se ao facto do desemprego. Arsuk compartilha o mesmo destino que Qassimiut.